# Acropyga ambigua
Acropyga ambigua är en myrart som beskrevs av Carlo Emery 1922. Acropyga ambigua ingår i släktet Acropyga och familjen myror. Inga underarter finns listade i Catalogue of Life.